# Jim Al-Khalili
Jim Al-Khalili, född 20 september 1962 i Bagdad i Irak, är en teoretisk fysiker, författare och programledare. Khalili är professor i teoretisk fysik vid  University of Surrey. Som programledare har han varit värd för ett antal vetenskapliga BBC-produktioner. Han har bl.a. skrivit Nytänkarna : den arabiska vetenskapens gyllene tid, Paradox: The Nine Greatest Enigmas in Science och Life on the Edge: The Coming of Age of Quantum Biology, i den förstnämnda undersöker samt presenterar Khalili Islamisk vetenskap. Mellan åren 2013 och 2016 var han ordförande i Storbritanniens humanistiska förbund, British Humanist Association.

### Författare och medförfattare
Populärvetenskapliga böcker av Al-Khalili:
- Black Holes, Wormholes and Time Machines (1999)
- Atomkärnan - En resa till materiens inre (2001) (medförfattare)
- Quantum: A Guide for the Perplexed (2004)

- Nytänkarna : den arabiska vetenskapens gyllene tid (2010)
  - även känd som The House of Wisdom: How Arabic Science Saved Ancient Knowledge and Gave Us the Renaissance
  - även känd som The House of Wisdom: The Flourishing of a Glorious Civilisation and the Golden Age of Arabic Science
  - även känd som Pathfinders: The Golden Age of Arabic Science (ändrat namn för att undvika sammanblandning med The House of Wisdom: How the Arabs Transformed Western Civilization av Jonathan Lyons)

- Paradox: The Nine Greatest Enigmas in Science (2012)
- Life on the Edge: The Coming of Age of Quantum Biology (2014) (medförfattare)

### Redaktör
- The Euroschool Lectures on Physics with Exotic Beams, Vol. I (Lecture Notes in Physics) (2004, ISBN 3-540-22399-1)
- The Euroschool Lectures on Physics with Exotic Beams, Vol. II (Lecture Notes in Physics) (2006, ISBN 3-540-33786-5)
- The Euroschool Lectures on Physics with Exotic Beams, Vol. III (Lecture Notes in Physics) (2008, ISBN 3-540-85838-5)

### Konsult redaktör
- Invisible Worlds: Exploring the Unseen (2004)

### Bidragsgivare
- The Collins Encyclopedia of the Universe (2001)
- Scattering and Inverse Scattering in Pure and Applied Science (2001)
- Quantum Aspects of Life (2008)
- Teorier på 30 sekunder : de 50 mest tankeväckande vetenskapliga teorierna, var och en förklarad på en halv minut (2009)

### Forskningsrapporter
En lista över Jim Al-Khalilis granskade forskningsrapporter kan hittas på Google Scholar och Scopus.